# Parazanomys thyasionnes
Genre
Espèce
Parazanomys thyasionnes, unique représentant du genre Parazanomys, est une espèce d'araignées aranéomorphes de la famille des Macrobunidae.

## Distribution
Cette espèce est endémique de Californie aux États-Unis,. Elle se rencontre dans le comté de Tulare entre 100 et 2 000 m d'altitude.

## Description
Le mâle holotype mesure 2,22 mm et la femelle paratype 2,84 mm, les mâles mesurent de 2,02 à 2,30 mm et les femelles de 1,94 à 3,30 mm.

## Systématique et taxinomie
Cette espèce a été décrite par Ubick en 2005.
Ce genre a été décrit par Ubick en 2005 dans les Amaurobiidae. Il est placé dans les Macrobunidae par Gorneau, Crews, Cala-Riquelme, Montana, Spagna, Ballarin, Almeida-Silva et Esposito en 2023.

## Publication originale
- Ubick, 2005 : « New genera and species of cribellate coelotine spiders from California (Araneae: Amaurobiidae). » Proceedings of the California Academy of Sciences, sér. 4, vol. 56 no 24, p. 305-336 (texte intégral).